# Ophiopus arcticus
Ophiopus arcticus is een slangster uit de familie Ophiactidae.
De wetenschappelijke naam van de soort werd in 1867 gepubliceerd door Axel Vilhelm Ljungman.